# Teorema de Viviani

La suma de las longitudes, ℓ + m + n, es igual a la altura del triángulo.

El teorema de Viviani, llamado así en honor del matemático florentino Vincenzo Viviani, enuncia que en un triángulo equilátero la suma de las distancias desde un punto interior de él a cada uno de los lados es igual a la altura del triángulo. Viviani demostró un resultado más general en su libro De Maximis et Minimis Geometrica Divinatio in Quintum Conicorum Apollonii Pergaei, de 1659.
El teorema se puede extender a polígonos equiláteros y polígonos equiangulares. Específicamente, la suma de las distancias desde un punto hasta los lados de un polígono equilátero o equiangular no depende del punto.

## Demostración
Este teorema se puede demostrar fácilmente comparando áreas de triángulos. Sea ABC un triángulo equilátero donde h es la altura y s la longitud de cada lado, y sea S(x) una función para el área. P es un punto arbitrario en el interior del triángulo, y ℓ, m, n son las distancias entre P y cada uno de los lados. Al unir cada uno de los vértices del triángulo con P, generamos tres triángulos ABP, ACP y BCP.
Entonces el área de ABC es:
{\displaystyle S(ABC)=S(ABP)+S(BCP)+S(ACP)}
Sabiendo que el área de un triángulo es {\displaystyle {bh \over 2}}, siendo b y h la base y la altura del triángulo respectivamente, obtenemos:
{\displaystyle {\frac {bh}{2}}={\frac {b_{1}h_{1}}{2}}+{\frac {b_{2}h_{2}}{2}}+{\frac {b_{3}h_{3}}{2}}}
Dado que la base es común a todos los triángulos y se corresponde con el lado del triángulo ABC, es decir s, y sabiendo que las alturas de los triángulos ABP, BCP y ACP son ℓ, m y n respectivamente, obtenemos:
{\displaystyle {\frac {sh}{2}}={\frac {s\ell }{2}}+{\frac {sm}{2}}+{\frac {sn}{2}}}
Multiplicando ambos miembros de la ecuación por {\displaystyle {2 \over s}}, obtenemos:
{\displaystyle h=\ell +m+n\,}
QED

## Aplicaciones

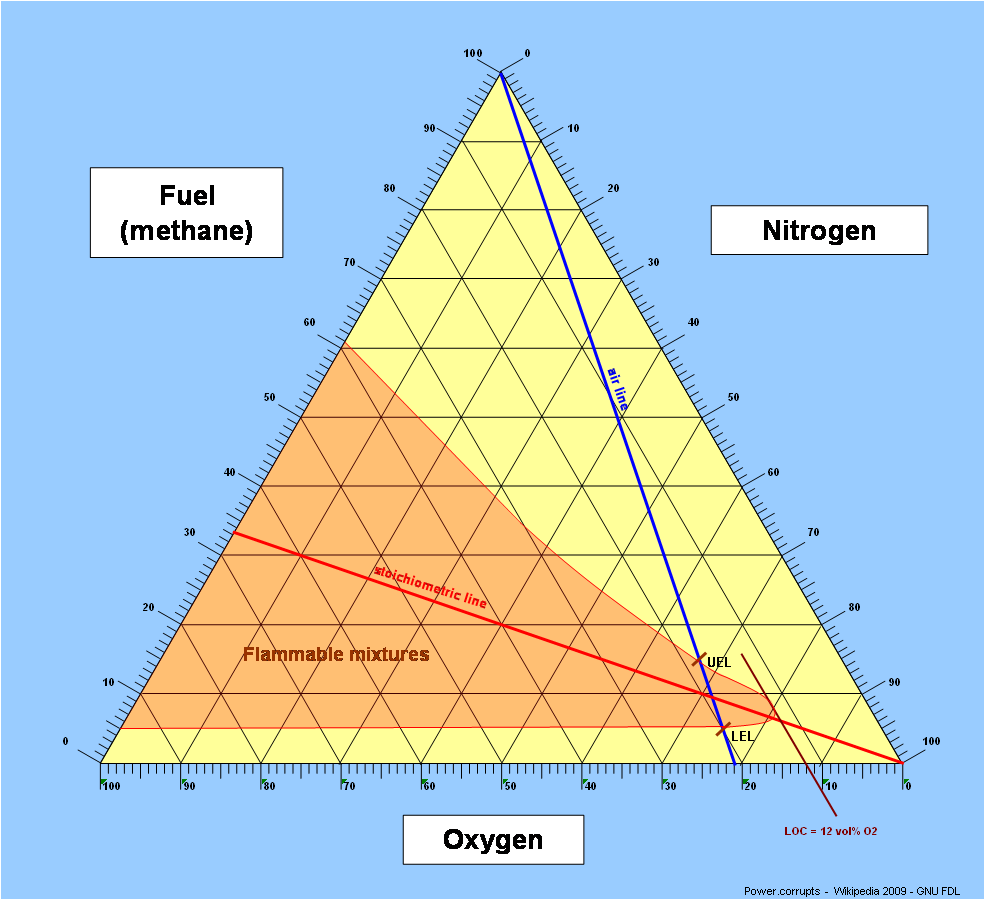
Diagrama de inflamabilidad del metano.

Gracias al teorema de Viviani, se pueden utilizar rectas paralelas a los lados de un triángulo equilátero para dar coordenadas para diagramas ternarios tales como los diagramas de inflamabilidad. De forma más general, se pueden utilizar coordenadas en un simplex regular de la misma manera.